# A Harcra fel! epizódjainak listája
Az itt található lista az Harcra fel! című televíziós sorozat epizódjait tartalmazza. A sorozat premierje 2011. június 13-án volt, jelenleg a harmadik évad fut.

## Évados áttekintés
| Évad | Évad | Epizódok | Eredeti sugárzás  | Eredeti sugárzás  | Magyar sugárzás      | Magyar sugárzás     |
| Évad | Évad | Epizódok | Évadpremier       | Évadfinálé        | Évadpremier          | Évadfinálé          |
| ---- | ---- | -------- | ----------------- | ----------------- | -------------------- | ------------------- |
|      | 1    | 21       | 2011. június 13.  | 2012. március 26. | 2012. május 5.       | 2013. február 24.   |
|      | 2    | 23       | 2012. április 2.  | 2012. december 3. | 2013. augusztus 10.  | 2014. december 6.   |
|      | 3    | 22       | 2013. április 1.  | 2014. január 27.  | 2015. január 11.     | 2016. augusztus 28. |
|      | 4    | 18       | 2014. február 17. | 2015. március 25. | 2019. szeptember 22. | 2019. október 6.    |

## Epizódok

### 1. évad
| #   | #   | Hivatalos epizódcím     | Hivatalos premier   | Rendező          | Író                              | Magyar cím           | Magyar premier       |
| --- | --- | ----------------------- | ------------------- | ---------------- | -------------------------------- | -------------------- | -------------------- |
| 1.  | 1.  | Wasabi Warriors         | 2011. június 13.    | Eric Dean Seaton | Jim O'Doherty                    | Wasabi harcosok      | 2012. május 5.       |
| 2.  | 2.  | Fat Chance              | 2011. június 14.    | Eric Dean Seaton | Dan O'Keefe                      | Esélytelen           | 2012. május 5.       |
| 3.  | 3.  | Dummy Dancing           | 2011. június 15.    | Sean McNamara    | Byron Kavanaugh                  | Bábok tánca          | 2012. június 2.      |
| 4.  | 4.  | Dojo Day Afternoon      | 2011. június 16.    | Eric Dean Seaton | Jim O'Doherty                    | Dojo nap délután     | 2012. május 19.      |
| 5.  | 5.  | Swords and Magic        | 2011. június 20.    | Eric Dean Seaton | Eric Goldberg & Pete Tibbals     | Kardok és varázslat  | 2012. május 26.      |
| 6.  | 6.  | Road to Wasabi          | 2011. június 27.    | Sean McNamara    | Marc Warren                      | Út a wasabihoz       | 2012. június 9.      |
| 7.  | 7.  | All the Wrong Moves     | 2011. július 11.    | Shelley Jensen   | Marc Warren                      | Sok rossz mozdulat   | 2012. június 16.     |
| 8.  | 8.  | Ricky Weaver            | 2011. július 18.    | Shelley Jensen   | Dan O'Keefe                      | Ricky Weaver         | 2012. június 23.     |
| 9.  | 9.  | Wax on, Wax off         | 2011. július 25.    | Neal Israel      | Danny Warren                     | Viasz be, viasz ki   | 2012. augusztus 11.  |
| 10. | 10. | The Commercial          | 2011. augusztus 15. | Neal Israel      | Danny Warren                     | A reklám             | 2012. július 7.      |
| 11. | 11. | Kung Fu Cop             | 2011. október 17.   | Shelley Jensen   | Edward C. Evans                  | Kung Fu Zsaru        | 2012. augusztus 18.  |
| 12. | 12. | Boo Gi Nights           | 2011. október 24.   | Eric Dean Seaton | Eric Goldberg & Pete Tibbals     | Mumus éjszakát!      | 2012. október 27.    |
| 13. | 13. | Clash of the Titans     | 2011. november 14.  | Shelley Jensen   | Frank O. Wolff                   | Titánok harca        | 2012. augusztus 25.  |
| 14. | 14. | Badge of Honor          | 2011. november 21.  | Michael Kelly    | Jim O'Doherty                    | A becsület jelvénye  | 2012. szeptember 14. |
| 15. | 15. | The Great Escape        | 2011. november 28.  | Eric Dean Seaton | Andrew Lee                       | A nagy szökés        | 2012. szeptember 8.  |
| 16. | 16. | Dude, Where's My Sword? | 2012. február 6.    | Shelley Jensen   | Marc Warren                      | Haver, hol a kardom? | 2012. szeptember 9.  |
| 17. | 17. | Breaking Board          | 2012. február 13.   | Shelley Jensen   | Edward C. Evans                  | Deszkatörés          | 2012. november 24.   |
| 18. | 18. | Reality Fights          | 2012. február 27.   | Sean Lambert     | Jim O'Doherty                    | Valóságharc          | 2013. január 12.     |
| 19. | 19. | Kickin' It in China     | 2012. március 5.    | Eric Dean Seaton | Edward C. Evans & Byron Kavanagh | A Harcra fel Kínában | 2012. december 8.    |
| 20. | 20. | The Wrath of Swan       | 2012. március 12.   | Neal Israel      | Danny Warren                     | A hattyú haragja     | 2013. február 23.    |
| 21. | 21. | Rowdy Rudy              | 2012. március 26.   | Marc Warren      | Jim O'Doherty & Dan O'Keefe      | Durva Rudy           | 2013. február 24.    |

### 2. évad
| #   | #   | Hivatalos epizódcím         | Hivatalos premier    | Rendező          | Író                                | Magyar cím                | Magyar premier       |
| --- | --- | --------------------------- | -------------------- | ---------------- | ---------------------------------- | ------------------------- | -------------------- |
| 22. | 1.  | Rock 'Em Sock 'Em Rudy      | 2012. április 2.     | Rob Schiller     | Dave Bickel                        | Mindent bele Rudy!        | 2013. augusztus 10.  |
| 23. | 2.  | My Left Foot                | 2012. április 9.     | Eric Dean Seaton | Glenn Farrington & Geoff Barbanell | A bal lábam               | 2013. augusztus 10.  |
| 24. | 3.  | We are Family               | 2012. április 16.    | Rob Schiller     | Joel McCrary & Itai Grunfeld       | Egy család vagyunk        | 2013. augusztus 17.  |
| 25. | 4.  | Eddie Cries Uncle           | 2012. április 23.    | Sean McNamara    | Jim O'Doherty                      | Eddie nagybácsiért kiált  | 2013. augusztus 24.  |
| 26. | 5.  | Skate Rat                   | 2012. április 30.    | Neal Israel      | Glenn Farrington & Geoff Barbanell | Gördeszkás egér           | 2013. szeptember 7.  |
| 27. | 6.  | Capture the Flag            | 2012. május 7.       | Rob Schiller     | Itai Grunfeld & Joel McCrary       | Zászló rablás             | 2013. szeptember 21. |
| 28. | 7.  | It Takes Two to Tangle      | 2012. június 11.     | Rob Schiller     | Jim O'Doherty                      | Kettőn áll a gubanc       | 2013. október 6.     |
| 29. | 8.  | Buddyguards                 | 2012. június 18.     | Sean Lambert     | Glenn Farrington & Geoff Barbanell | Testvérőrök               | 2013. október 13.    |
| 30. | 9.  | Dojo Day Care               | 2012. június 25.     | Sean McNamara    | Byron Kavanaugh                    | Dojo napközi              | 2013. november 2.    |
| 31. | 10. | Indiana Eddie               | 2012. július 16.     | Victor Gonzalez  | J.B. Cook                          | Indiana Eddie             | 2013. november 9.    |
| 32. | 11. | Kim of Kong                 | 2012. július 23.     | Sean Lambert     | Dave Bickel                        | Kim Kong                  | 2013. november 16.   |
| 33. | 12. | Kickin' It Old School       | 2012. szeptember 10. | Sean McNamara    | Dave Bickel                        | Harcra fel a régi suliban | 2014. március 8.     |
| 34. | 13. | The Chosen One              | 2012. szeptember 17. | Sean Lambert     | Byron Kavanaugh                    | A kiválasztott            | 2014. március 29.    |
| 35. | 14. | Hit the Road Jack           | 2012. szeptember 24. | Sean Lambert     | Jim O'Doherty                      | Irány az út Jack!         | 2014. április 5.     |
| 36. | 15. | A Slip Down Memory Lane     | 2012. október 1.     | Jim O'Doherty    | Adrienne Sterman                   | Memória csúszda           | 2014. április 12.    |
| 37. | 16. | Wedding Crashers            | 2012. október 8.     | Eric Dean Seaton | Byron Kavanaugh                    | Elsülő esküvő             | 2014. május 3.       |
| 38. | 17. | Wazombie Warriors           | 2012. október 15.    | Sean Lambert     | Dave Bickel & Byron Kavanaugh      | Zombi Wasabi harcosok     | 2014. május 18.      |
| 39. | 18. | Sole Brothers               | 2012. október 22.    | Phill Lewis      | Frank O. Wolff                     | Egyéni testvérek          | 2014. május 24.      |
| 40. | 19. | All the President's Friends | 2012. október 29.    | Eric Dean Seaton | J.B. Cook                          | Az elnök összes barátja   | 2014. november 8.    |
| 41. | 20. | New Jack City               | 2012. november 5.    | Sean Lambert     | Joel McCrary & Itai Grunfeld       | Új Jack város             | 2014. november 15.   |
| 42. | 21. | Karate Games                | 2012. november 12.   | Rob Schiller     | J.B. Cook                          | Karate játszma            | 2014. november 22.   |
| 43. | 22. | Kickin' It On Our Own       | 2012. november 19.   | Sean Lambert     | Jim O'Doherty                      | Karate a magunk módjára   | 2014. december 6.    |
| 44. | 23. | Oh, Christmas Nuts!         | 2012. december 3.    | Bill Shea        | Matthew Edsall & Jana Godshall     | Ó, karácsonyi őrület      | 2014. március 15.    |

### 3. évad
| #   | #   | Hivatalos epizódcím           | Hivatalos premier    | Rendező       | Író                            | Magyar cím                        | Magyar premier      |
| --- | --- | ----------------------------- | -------------------- | ------------- | ------------------------------ | --------------------------------- | ------------------- |
| 45. | 1.  | Spyfall                       | 2013. április 1.     | Sean Lambert  | Jim O'Doherty                  | Ügynökök                          | 2015. január 11.    |
| 46. | 2.  | Dueling Dojos                 | 2013. április 8.     | Sean Lambert  | Byron Kavanaugh                | Dojo párbaj                       | 2015. január 18.    |
| 47. | 3.  | Glove Hurts                   | 2013. április 15.    | Rob Schiller  | Geoff Barbanell                | A szerelem fáj                    | 2015. január 25.    |
| 48. | 4.  | The Sub Sinker                | 2013. április 29.    | Sean Lambert  | Joel McCrary                   | Tanár süllyesztő                  | 2015. február 1.    |
| 49. | 5.  | Meet the McKrupnicks          | 2013. május 6.       | Sean Lambert  | J.J. Wall                      | A McKrupnickok                    | 2015. február 8.    |
| 50. | 6.  | Witless Protection            | 2013. június 17.     | Sean Lambert  | J.J. Wall                      | Tanúvédelem                       | 2015. február 15.   |
| 51. | 7.  | Jack Stands Alone             | 2013. június 26.     | Jean Sagal    | Byron Kavanaugh                | Jack egyedül kiáll                | 2015. február 22.   |
| 52. | 8.  | Two Dates and a Funeral       | 2013. július 1.      | Jason Earles  | Jim O'Doherty                  | Két randi és egy temetés          | 2015. március 1.    |
| 53. | 9.  | Win, Lose or Ty               | 2013. július 8.      | Sean Lambert  | Jim O'Doherty                  | Nyerj, veszits vagy Ty-olj        | 2015. március 8.    |
| 54. | 10. | Sensei & Sensibility          | 2013. július 15.     | Sean Lambert  | Geoff Barbanell                | A Sensei és az érzékenység        | 2015. július 19.    |
| 55. | 11. | Gabby's Gold                  | 2013. augusztus 12.  | Sean Lambert  | Itai Grunfeld                  | Gabby aranya                      | 2015. július 12.    |
| 56. | 12. | The New Girl                  | 2013. szeptember 23. | Bill Shea     | Adrienne Sterman               | Az új lány                        | 2016. augusztus 22. |
| 57. | 13. | Fawlity Temple                | 2013. szeptember 30. | Sean Lambert  | J.J. Wall                      | Waczak torony                     | 2016. augusztus 25. |
| 58. | 14. | Seaford, We Have a Problem    | 2013. október 7.     | Sean Lambert  | Itai Grunfeld                  | Seaford, van egy kis gond         | 2016. augusztus 23. |
| 59. | 15. | Temple of Doom                | 2013. október 14.    | Bill Shea     | Frank O. Wolff                 | A végzet temploma                 | 2015. október 29.   |
| 60. | 16. | Mama Mima                     | 2013. november 4.    | Jason Earles  | Joel McCrary                   | Mima mama                         | 2016. augusztus 24. |
| 61. | 17. | Home Alone in School          | 2013. november 11.   | Bill Shea     | Frank O. Wolff                 | Reszkessetek az iskolában         | 2015. július 5.     |
| 62. | 18. | School of Jack                | 2013. november 18.   | Sean Lambert  | Jamie Carpenter & Josh Mosberg | Jack iskolája                     | 2016. augusztus 26. |
| 63. | 19. | Queen of Karts                | 2013. november 25.   | Sean Lambert  | Byron Kavanaugh                | Gokart szívkirálynő               | 2016. augusztus 27. |
| 64. | 20. | How Bobby Got His Groove Back | 2014. január 13.     | Jim O'Doherty | Rick Williams & Jenna McGrath  | Hogy kapta vissza Bobby az örömét | 2016. augusztus 28. |
| 65. | 21. | Return to Spyfall             | 2014. január 20.     | Sean Lambert  | Jim O'Doherty                  | Kémkaland újratöltve              | 2015. július 26.    |
| 66. | 22. | Wasabi Forever                | 2014. január 27.     | Sean Lambert  | Jim O'Doherty                  | Wasabi mindörökké                 | 2016. augusztus 28. |

### 4. évad
| #   | #   | Hivatalos epizódcím           | Hivatalos premier  | Rendező       | Író                              | Magyar cím                      | Magyar premier       |
| --- | --- | ----------------------------- | ------------------ | ------------- | -------------------------------- | ------------------------------- | -------------------- |
| 67. | 1.  | The Boys are Back In Town     | 2014. február 17.  | Sean Lambert  | Jim O'Doherty                    | A fiúk újra a városban          | 2019. szeptember 22. |
| 68. | 2.  | Gold Diggers                  | 2014. február 24.  | Sean Lambert  | Geoff Barbanell                  | Aranyásók                       | 2019. szeptember 22. |
| 69. | 3.  | From Zeros To Heroes          | 2014. március 3.   | Sean Lambert  | Itai Grunfeld                    | Csődből hős                     | 2019. szeptember 22. |
| 70. | 4.  | The Stang                     | 2014. március 10.  | Joel McCrary  | Peter Dirksen & Jonathan Howard  | A musztáng                      | 2019. szeptember 28. |
| 71. | 5.  | Nerd With a Cape              | 2014. március 31.  | Jason Earles  | Joel McCrary                     | Kapucnis kretén                 | 2019. szeptember 28. |
| 72. | 6.  | RV There Yet?                 | 2014. április 7.   | Sean Lambert  | Bryon Kavanaugh                  | Ott vagyunk már?                | 2019. szeptember 28. |
| 73. | 7.  | Invasion of the Ghost Pirates | 2014. április 14.  | Bill Shea     | Marty Donovan & Adrienne Sterman | A kalóz szellemek támadása      | 2019. szeptember 28. |
| 74. | 8.  | The Amazing Krupnick          | 2014. június 16.   | Sean Lambert  | Frank O. Wolff                   | Krupnick, a csodás              | 2019. szeptember 29. |
| 75. | 9.  | Battle at Seaford Hill        | 2014. június 23.   | Sean Lambert  | Itai Grunfeld                    | A seaford hilli csata           | 2019. szeptember 29. |
| 76. | 10. | Fight at the Museum           | 2014. június 30.   | Leo Howard    | Geoff Barbanell                  | Harc a múzeumban                | 2019. szeptember 29. |
| 77. | 11. | Tightroping the Shark         | 2014. július 18.   | Bill Shea     | Jonathan Howard & Peter Dirksen  | Átkelés a cápák felett          | 2019. szeptember 29. |
| 78. | 12. | Full Metal Jack               | 2014. július 21.   | Amanda Bearse | Joel McCrary                     | Jack full metál lesz            | 2019. október 5.     |
| 79. | 13. | Martinez & Malone: Mall Cops! | 2014. július 28.   | Sean Lambert  | Byron Kavanagh                   | Plázazsaruk: Martinez és Malone | 2019. október 5.     |
| 80. | 14. | Seaford Hustle                | 2014. augusztus 4. | Sean Lambert  | Byron Kavanagh                   | Seafordi kiszorító              | 2019. október 5.     |
| 81. | 15. | Kickin' It In The Office      | 2014. november 17. | Jim O'Doherty | Jim O'Doherty                    | Mindent bele az irodában!       | 2019. október 5.     |
| 82. | 16. | Bringing Down The House       | 2015. március 4.   | Sean Lambert  | Adrienne Sterman                 | Taps a házért                   | 2019. október 6.     |
| 83. | 17. | You Don't Know Jack           | 2015. március 11.  | Jason Earles  | Patrick Bottaro & Chris Phillips | Nem ismered Jack-et             | 2019. október 6.     |
| 84. | 18. | The Grandmaster               | 2015. március 25.  | Sean Lambert  | Jim O'Doherty                    | A nagymester                    | 2019. október 6.     |